# Novartis Campus
Der Novartis Campus ist ein Gelände im Basler Stadtteil St. Johann und der globale Hauptsitz von Novartis mit rund 8000 Mitarbeitern. Das 20 Hektar grosse Areal wurde 1996 nach der Fusion von Sandoz mit Ciba-Geigy zum Sitz der neu gegründeten Novartis. Die Transformation des Geländes in ein Forschungs- und globales Verwaltungszentrum geht auf einen Masterplan von Vittorio Magnago Lampugnani aus dem Jahr 2000 zurück, der vom damaligen Novartis-CEO Daniel Vasella beauftragt wurde.

## Geschichte des Areals
Die ersten Gebäude von dem aufstrebenden Chemieunternehmen Sandoz wurden zu Beginn des 20. Jahrhunderts in Basel errichtet. Innerhalb weniger Jahrzehnte war das rund 20 Hektar grosse Areal dicht mit Produktionsgebäuden bebaut, wie die Luftaufnahme von 1950 zeigt.

Basel-St. Johann, Rheinhafen: unten links der heutige Novartis-Campus: Gaswerkanlagen, Produktionsgebäude der damaligen Firma Sandoz

## Umgestaltung zum Campus
Das rund dreissig Fussballfelder grosse ehemalige Industriegebiet im Basler St.-Johann-Quartier sollte grundlegend umgestaltet werden und in einen «Campus der Begegnung» verwandelt werden.

«Leitbild des urbanen Projekts ist eine hohe Dichte, baulich ebenso wie sozial, als Voraussetzung der angestrebten intensiven Kommunikation. Wenn Menschen zusammenrücken, fällt es ihnen leichter, ja sie kommen kaum umhin, aufeinander zuzugehen. Deswegen weisen die neuen Bauten des Campus kompakte Grundflächen auf und stehen so eng beieinander wie möglich.»

Neben Vittorio Magnago Lampugnani begleiteten auch Experten aus benachbarten Disziplinen diesen Prozess: der Landschaftsarchitekt Peter Walker, der Kurator Harald Szeemann (später Jacqueline Burckhardt) für die Kunst, der britische Grafiker Alan Fletcher (später Michael Rock) für die grafische Gestaltung und Andreas Schulz für die Beleuchtung.

## Neubauten
International bekannte Landschaftsplaner, Architekten und Künstler realisierten am Campus Gebäude, Freiräume und künstlerische Arbeiten:
- Forum 3: Diener & Diener, 2005
- Fabrikstrasse 6: Peter Märkli, 2006
- Main Gate: Marco Serra, 2006
- Fabrikstrasse 4: SANAA, 2007
- Fabrikstrasse 12: Vittorio Magnago Lampugnani, 2008
- Fabrikstrasse 14: Rafael Moneo, 2008
- Fabrikstrasse 16: Adolf Krischanitz, 2008
- Square 3: Fumihiko Maki, 2009
- Fabrikstrasse 10: Yoshio Taniguchi, 2009
- Fabrikstrasse 15: Frank Gehry, 2009
- Fabrikstrasse 28: Tadao Andō, 2009
- Fabrikstrasse 22: David Chipperfield, 2010
- Virchow 6: Álvaro Siza Vieria, 2010
- Physic Garden 3: Eduardo Souto de Moura, 2011
- Fabrikstrasse 18: Juan Navarro Baldeweg, 2014
- Virchow 16: Rahul Mehrotra, 2014
- Asklepios 8: Herzog & de Meuron, 2015
- Novartis Pavillon: AMDL CIRCLE & Michele De Lucchi, 2021

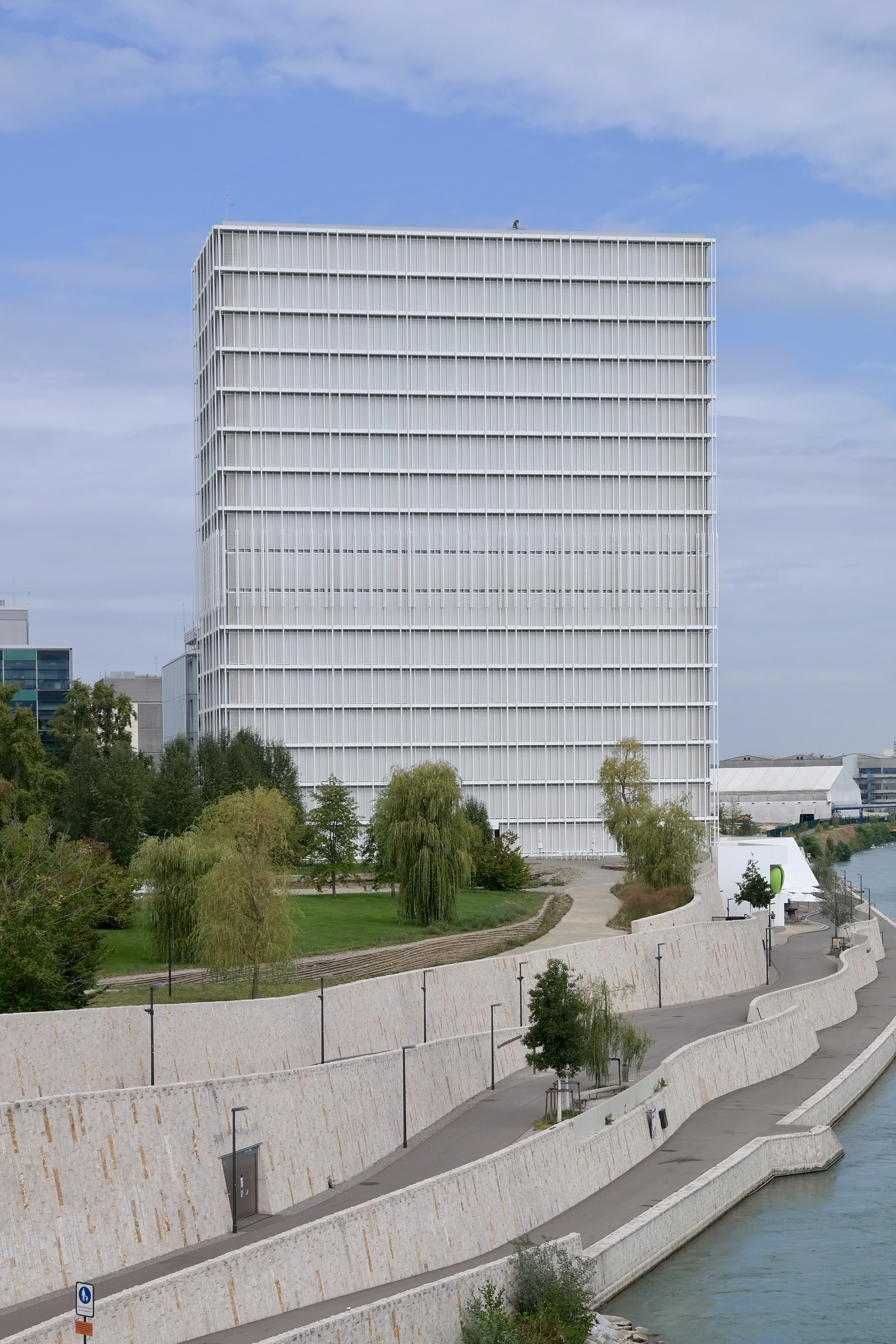
Asklepios 8: Herzog & de Meuron, 2015

## Öffnung
Lange war der Novartis Campus nur für Mitarbeiter zugänglich. Die schrittweise Öffnung des Campus setzte im Frühjahr 2022 ein, als der Novartis Pavillon als Begegnungszentrum eröffnet wurde. Auf die Eröffnung des Pavillons folgte die Öffnung des ganzen Areals. Seit Oktober 2022 sind die Aussenbereiche, Geschäfte und Cafés/Restaurants des Novartis Campus montags bis freitags von 7 bis 19 Uhr für die Öffentlichkeit zugänglich.